# Escuela de Lausana
La Escuela de Lausana estuvo conformada por los economistas neoclásicos que siguieron los trabajos de Léon Walras sobre el equilibrio general. Su nombre proviene de la Universidad de Lausana, donde Walras enseñó entre 1870 y 1892, y donde lo sucedió su principal discípulo, Vilfredo Pareto, quien promovió la utilización de curvas de indiferencia. La Escuela se desintegró los años que siguieron a la muerte de Pareto (1923).
La Escuela de Lausana hacía hincapié en la utilización de las matemáticas de las ciencias económicas. Influenció la teoría moderna del equilibrio general. En 1936, Abraham Wald, miembro del coloquio de Viena en torno a Karl Menger, aportó la primera prueba rigurosa de la existencia del equilibrio general. Después de la Segunda Guerra Mundial, los neo-walrasianos desarrollaron demostraciones más generales y completas, en particular Gerard Debreu y Kenneth Arrow. Todos estos economistas pueden ser considerados como descendientes de la Escuela de Lausana.